# Setophaga
Setophaga es un género de aves paseriformes perteneciente a la familia Parulidae cuyos miembros se denominan comúnmente reinitas, chipes o birijitas. Contiene al menos 33 especies. Los machos del género suelen caracterizarse por tener plumajes reproductivos de vistosos coloridos. Los miembros de Setophaga son un ejemplo de radiación adaptativa al poseer especies que utilizan diferentes técnicas alimenticias que les permiten alimentarse en distintas partes del mismo árbol.

## Taxonomía
Originalmente el género Setophaga solo contenía una especie, la candelita norteña (Setophaga ruticilla). La mayoría de los miembros actuales del género se clasificaban tradicionalmente en el género Dendroica (29 especies en el momento de la fusión). Los análisis de ADN indicaron que Dendroica y Setophaga debían fusionarse por su proximidad genética, y además tenían que añadirse al clado algunas especies anteriormente situadas en Parula. Este cambio fue aceptado en las clasificaciones de la American Ornithologists' Union y del Congreso Ornitológico Internacional. Como el nombre Setophaga (publicado 1827) tenía prioridad sobre Dendroica (publicado en 1842), al aceptarse la fusión trasladaron todas las especies a Setophaga.

## Especies
- Reinita puertorriqueña (Setophaga adelaidae);
- Reinita amarilla (Setophaga aestiva);
- Reinita norteña (Setophaga americana);
- Reinita de Ángela (Setophaga angelae);
- Reinita de Audubon (Setophaga auduboni);
- Reinita azulada (Setophaga caerulescens);
- Reinita castaña (Setophaga castanea);
- Reinita cerúlea (Setophaga cerulea);
- Reinita caridorada (Setophaga chrysoparia);
- Reinita encapuchada (Setophaga citrina);
- Reinita coronada (Setophaga coronata);
- Reinita de Santa Lucía (Setophaga delicata);
- Reinita galana (Setophaga discolor);
- Reinita gorjiamarilla (Setophaga dominica);
- Reinita de Todd (Setophaga flavescens);
- Reinita gorjinaranja (Setophaga fusca);
- Reinita de Grace (Setophaga graciae);
- Reinita de Kirtland (Setophaga kirtlandii);
- Reinita de magnolia (Setophaga magnolia);
- Reinita gris (Setophaga nigrescens);
- Reinita cabecigualda (Setophaga occidentalis);
- Reinita palmera (Setophaga palmarum);
- Reinita de Pensilvania (Setophaga pensylvanica);
- Reinita de manglar (Setophaga petechia);
- Reinita jamaicana (Setophaga pharetra);
- Reinita del pinar (Setophaga pinus);
- Parula pitiayumí o reinita tropical (Setophaga pitiayumi);
- Reinita coroniverde (Setophaga pityophila);
- Reinita plúmbea (Setophaga plumbea);
- Candelita norteña (Setophaga ruticilla);
- Reinita estriada (Setophaga striata);
- Reinita de Barbuda (Setophaga subita);
- Reinita atigrada (Setophaga tigrina);
- Reinita de Townsend (Setophaga townsendi);
- Reinita dorsiverde (Setophaga virens);
- Reinita de las Caimán (Setophaga vitellina).